# Festival de Cinema de Virgínia
Festival de Cinema de Virgínia é um festival de filmes em Charlottesville, Virgínia, Estados Unidos, que acontece anualmente, geralmente no mês de outubro, desde 1988. Idealizada por Robert Altman, John Sayles, Emile de Antonio e Arthur Penn, a programação já foi apresentada por Jimmy Stewart, Vanessa Redgrave, Anthony Hopkins e Sandra Bullock.